# 土曜天国
『土曜天国』（どようてんごく）は、1970年10月17日から1988年4月9日までCBCラジオで放送された音楽番組である。正式な番組タイトルは「土曜天国〜歌謡曲電話リクエスト〜」。

## 概要
そもそも、CBCラジオは1968年11月の秋季改編時から、日曜を除く毎日日中にワイドトーク番組「ばつぐんジョッキー」を生放送していたが、そのうちの土曜版をリニューアル・改題したものである。
放送時間は土曜13時～17時（放送終了が18時や16時30分の時代もあった）までのワイド編成。リスナーからの歌謡曲の電話リクエストの結果をリクエスト回数の多い順でチャート形式で紹介するという至ってシンプルな内容であったが、歴代、CBCの一線級アナウンサーやつボイノリオや兵藤ゆきといった個性的なパーソナリティーらが毎回チャート紹介の合間にテーマを決めて展開されるトークが注目され、若年層リスナーを中心に人気を集めた。
2000年10月～2008年3月まで放送された「土曜天国SUPER」は同番組のリバイバル版として製作されたものであり、同番組内におけるアーティスト特集も当時の「土天」の中心的なリスナー層である30～40代のリスナーに焦点を当てたものが中心となっており、さらに、その後継番組「土曜天国 ぴかラジ」や「ザ・土曜天国」も基本的なコンセプトは受け継がれている。

## エピソード
- 1970年代後半、レポートドライバー（屋外中継）を担当していた水谷ミミが「もうすぐ30」というコミックソングを発表している。当時水谷は年齢非公表でラジオ番組等に出演しており、彼女の年齢が一体いくつなのかがパーソナリティーのつボイノリオや共に中継を担当していた伊藤秀志（※当時は「秋田の蓄音機」という覆面パーソナリティーでラジオ番組に出演していた）らを中心に番組内における定番の話題となっていた。このことに便乗する形で伊藤が詞と曲をつけ、水谷本人による歌唱で製作が行われた。
- 一時、同番組の裏で東海ラジオがニッポン放送からのネットで「不二家歌謡ベストテン」を放送しており、「土天」とともに熾烈な聴取率争いを展開していたが、常に聴取率2位に甘んじていた。つボイノリオも「どれだけ頑張っても（聴取率で）勝てなかった」と後年同番組を回顧するに当たり述べている。
- また、つボイに関しては、1977年秋より金曜日（正確には土曜日）の「オールナイトニッポン」のパーソナリティーを担当しており、オールナイトニッポンも土曜天国も何れも生放送であったため、この番組が終わってすぐさまバイクで東京・有楽町から名古屋まで帰ってきて、十分な睡眠もとれないままリハーサル・本番に入るという過酷スケジュールをこなしていた。しかし、あまりの過酷さゆえ、1978年6月でいったん同番組のパーソナリティーからの降板を余儀なくされた（その後、約4年後の1982年より再びパーソナリティーに復帰）

## パーソナリティー

### 男性
- 朝比久雄 - 1970年10月～?
- 島津靖雄 - ?～1973年9月
- 中島公司 - 1973年10月～1975年3月
- つボイノリオ - 1975年4月～1978年6月、1982年10月～1984年3月（降板していた期間があった理由については前述）
- 久野誠 - 1978年7月～1979年3月
- 河原龍夫 - 1979年4月～1982年9月（1981年1月31日～1982年4月までは1部担当）
- やしきたかじん - 1981年1月31日～1982年4月（2部担当）
- 冨田和音 - 1984年4月～1988年4月

### 女性
- 高山ナツキ - 放送開始〜1974年3月
- なほみどり - 1974年4月～1975年3月
- 井上智子 - 1975年4月～1976年3月
- 兵藤ゆき - 1976年4月～1981年3月（1981年1月31日～3月までは1部担当）
- 市村恵美子 - 1981年4月～1982年9月（1981年4月～1982年4月までは1部担当）
- 重光久美 - 1981年1月31日～1982年4月（2部担当）
- 宮崎恵美子 - 1982年10月～1986年3月
- 大木ゆみこ - 1986年4月～1988年4月

（※）1981年1月31日～1982年4月までは2部構成で放送されており、1部・2部でそれぞれ異なるパーソナリティーが番組進行を行っていた。

## 中継担当
- 水谷ミミ（現・旭堂 風鱗）
- つボイノリオ
- 富吉の蓄音機
- 伊藤秀志（秋田の蓄音機）
- 平松圭子

ほか